# Topla (Temes megye)
Topla (románul: Topla) település Romániában, a Bánságban, Temes megyében.

## Fekvése
Lugostól északkeletre, Bégamonostortól északra fekvő település.

## Története
Topla nevét 1514-1516 közt említette először oklevél Thopla néven. 1717-ben Dobla, 1808-ban Toplá, 1888-ban Topla, 1913-ban Topla néven írták. 1851-ben Fényes Elek írta a településről:
Topla, oláh falu, Krassó vármegyében, Facsethez 2 órányira: 2 katholikus, 144 óhitű lakossal. Bírja Karácsonyi család
A trianoni békeszerződés előtt Krassó-Szörény vármegye Marosii járásához tartozott. 1910-ben 239 lakosából 6 magyar, 231 román volt. Ebből 8 római katolikus, 231 görögkeleti ortodox volt.